# La vedova X
La vedova X (Engels: The Widow) is een Italiaans-Franse dramafilm uit 1955 onder regie van Lewis Milestone.

## Verhaal
De rijke weduwe Diana leert Vittorio kennen, de kleinzoon van een bekende zakenman. Omdat ze allebei erg zelfgericht zijn, krijgen ze al gauw ruzie. Ze besluiten als vrienden uiteen te gaan. Vervolgens ontmoet Vittorio de jonge Adriana tijdens een feestje bij Diana. Hij kan niet kiezen tussen de beide vrouwen.

## Rolverdeling
| Acteur             | Personage |
| ------------------ | --------- |
| Leonardo Botta     | Bonelli   |
| Anna Maria Ferrero | Adriana   |
| Patricia Roc       | Diana     |
| Massimo Serato     | Vittorio  |
| Akim Tamiroff      | Oom       |